# Сомерс, Джордж
Адмирал сэр Джордж Сомерс (англ. George Somers, 1554—1610) — английский мореплаватель, основатель английской колонии на Бермудских островах.
Джордж Сомерс родился в 1554 году в Лайм-Реджисе в графстве Дорсет. Поступив в Королевский флот, он в 1595 году отличился под руководством сэра Амьяса Престона в боях с испанцами. В 1600—1602 годах командовал рядом кораблей, включая 32-пушечный галеон «Vanguard», галеон «Swiftsure» и корабль «Warspite». В 1603 году был возведён в рыцарское достоинство и в том же году стал членом парламента от Лайм-Реджиса.
В 1607 году Вирджинская компания основала на американском побережье поселение Джеймстаун. В 1609 году для оказания помощи колонии был сформирован «Третий флот снабжения» из 9 судов, командовать которым было поручено Джорджу Сомерсу. 2 июня 1609 года флот отплыла из Плимута с Сомерсом на «Sea Venture»; на борту судов было 500—600 следующих в Джеймстаун колонистов. 25 июля флот попал в сильный шторм (возможно, это был ураган), и корабли разбросало по морю. «Sea Venture» боролся с непогодой три дня, но так как он был недавно построен, то деревянные элементы его конструкции ещё не успели притереться друг к другу, и конопачение не выдержало: судно дало течь. На борьбу с ней были брошены все силы, но вода продолжала прибывать. Когда утром 28 июля была замечена земля, то уровень воды внутри корпуса достигал уже 9 футов. Сомерс намеренно направил судно на рифы, и это позволило 150 человекам и собаке достичь берега, который они назвали «Дискавери-бэй». Это был один из Бермудских островов. Другие суда флота, сумевшие пережить шторм, решили, что «Sea Venture» поглотила пучина, и продолжили путь в Джеймстаун самостоятельно.
Сомерс и его люди провели на Бермудах 10 месяцев, питаясь тем, что могли найти на берегу и выловить в море. За это время они построили церковь и дома, ставшие началом Бермудской колонии. Из местного можжевельника колонистам удалось под руководством Джорджа Сомерса и Томаса Гейтса построить два небольших судна, получившие названия «Deliverance» и «Patience», которые в мае 1610 года отправились в Джеймстаун, взяв на борт 142 выживших и пищу с острова.
По прибытии в поселение было обнаружено, что оно почти вымерло от голода и болезней; там оставалось лишь 60 поселенцев. Пища, доставленная двумя судёнышками с Бермуд, а также ещё один флот, прибывший в июле 1610 года под командованием лорда де ла Варра, позволили колонии выжить.
Чтобы добыть ещё пищи, Сомерс вернулся на Бермуды на «Patience», но по дороге заболел, и 9 ноября 1610 года умер на Бермудах.